# アルゼンチン海盆
アルゼンチン海盆（あるぜんちんかいぼん、英: Argentine Basin）は、大西洋のアルゼンチンと大西洋中央海嶺の間に広がる海盆。
北はブラジル海盆に続き、南はパタゴニア大陸棚北端のフォークランド海底崖により隔てられる。平均水深は約5,000mと深く、最深部は南端近くにあり海面下6,212mに達する。
日本の対蹠地の大部分は、この海盆の北東部になる。